# Feuernacht
Als Feuernacht  wird die Nacht vom 11. auf den 12. Juni 1961 bezeichnet, in der in Südtirol 37 Strommasten gesprengt wurden. Die Feuernacht bildete den Höhepunkt der Anschläge des Befreiungsausschusses Südtirol.

## Hintergrund
Nach dem Ende des Zweiten Weltkriegs wurde im Pariser Abkommen die Wiedereinführung des deutschen Schulunterrichtes, die Gleichstellung der italienischen und deutschen Sprache, der Wiedererwerb der deutschen Vor- und Familiennamen und die Gleichberechtigung bei der Stellenvergabe öffentlicher Ämter festgelegt. Die Beschlüsse des Pariser Abkommens fanden Eingang in das Erste Autonomiestatut 1948, jedoch war die deutsche Sprache weiterhin der italienischen untergeordnet bzw. wurden nach Meinung vieler in der deutschsprachigen Bevölkerung bei der Vergabe öffentlicher Stellen italienische Bewerber bevorzugt. Ab 1956 schließlich bildeten sich kleinere Gruppierungen, die ihre Forderungen auch mit Gewalt durchzusetzen versuchten. Der Befreiungsausschuss Südtirol (BAS) unter der Leitung von Sepp Kerschbaumer verübte erstmals im Jahre 1956 Anschläge (auf die Otto-Huber-Kaserne in Bozen und die Bahnoberleitung in Siebeneich). Bei weiteren Anschlägen 1957 wurden 17 Südtiroler festgenommen und nach zehn Wochen Haft wieder entlassen. Schon bald wurde ihnen finanzielle und organisatorische Unterstützung von Österreichern zugesichert.
Bereits in den ersten Monaten des Jahres 1960 wurden gemäß Wolfgang Pfaundler (1924–2015) Maschinenpistolen und ähnliche Waffen sowie in Griechenland angekaufte Zeitzünder in der Umgebung von Wien gelagert. So behauptete Fritz Molden (1924–2014), nach eigenen Angaben bis zumindest Ende 1960 als Österreicher in dem politischen Komitee des BAS, beim Treffen mit Pfaundler und Georg Klotz (1919–1976), dass er zur Finanzierung der Südtirolangelegenheit bereits eine Million Schilling zur Verfügung gestellt habe. Ab Juni 1960 wurden von der Nordtiroler Fraktion des BAS Sprengstoff und Waffen nach Südtirol gebracht, die Kuriere waren meist Kurt Welser und Herlinde Molling.
Nach dem Scheitern der Südtirol-Verhandlungen zwischen Österreich und Italien in Klagenfurt am 25. Mai 1961 wurde vom Nordtiroler BAS der Zeitpunkt für die schon länger geplanten Sprengung der Strommasten festgesetzt.

## Ablauf
In der Nacht vom 11. auf den 12. Juni 1961 kam es zur demonstrativen Sprengung von Strommasten, die der BAS als faschistische Symbole betrachtete, wie etwa auch den „Aluminium-Duce“ in Waidbruck. Den Höhepunkt erreichten die Anschläge in der Herz-Jesu-Nacht, in der alljährlich mit Bergfeuern und Prozessionen die christlichen Traditionen und das Gelöbnis der Tiroler Landstände von 1796, das Herz-Jesu-Fest feierlich zu begehen, gefeiert wird (vgl. Andreas Hofer und Herz-Jesu-Verehrung). In dieser Nacht vom 11. auf den 12. Juni wurden 37 Hochspannungsmasten gesprengt (19 im Raum Bozen). Große Elektrozentralen und Elektrowerke wurden lahmgelegt, die Stromlieferung zu den oberitalienischen Industrien und zur Bozner Industriezone wurde unterbrochen.
Obwohl sich die Anschläge nicht gegen Menschen richten sollten, wurde der Straßenarbeiter Giovanni Postal getötet, als er eine nicht explodierte Bombe fand.

## Ziele
Ziel der Attentäter war es, die Welt auf das „Südtirolproblem“ aufmerksam zu machen. Durch die Sprengung der Strommasten sollte die Energieversorgung der Bozner Industriezone – einem Musterprojekt für die versuchte Italianisierung während des Faschismus – lahmgelegt werden. Dieses Ziel wurde zwar in der Feuernacht verfehlt, die erhoffte Aufmerksamkeit erhielt die Aktion aber trotzdem. Als unmittelbare Reaktion verstärkte der italienische Staat seine Polizei- und Militärpräsenz in Südtirol massiv. Einen Monat später wurden in der sogenannten „kleinen Feuernacht“ wiederum Stromleitungen gekappt, so dass Teile der norditalienischen Industriegebiete von der Energieversorgung abgeschnitten wurden und Züge auf internationalen Verbindungsrouten stehenblieben. Italien sollte dadurch unter Druck gesetzt werden.

## Unmittelbare Folgeereignisse
Die UNO befasste sich nach Verabschiedung einer ersten Resolution 1960, die vor den Ereignissen der Feuernacht gefasst worden war, noch im selben Jahr erneut mit Südtirol; kurz darauf einigte sich die Südtiroler Volkspartei (SVP) mit der italienischen Regierung auf die Einsetzung der parlamentarischen Neunzehnerkommission, unter deren Federführung eine erweiterte Autonomie Südtirols ausgearbeitet wurde. Inwiefern die Ereignisse der Feuernacht positiv oder negativ auf diese Ereignisse einwirkten, ist unter Historikern umstritten.
Die unmittelbar an der Feuernacht Beteiligten gerieten umgehend ins Fadenkreuz der italienischen Behörden und wurden großteils in Untersuchungshaft gesetzt. Einige der Untersuchungshäftlinge wurden dabei körperlichen und psychischen Foltermethoden unterzogen; der Tod des 28-jährigen Franz Höfler blieb in diesem Zusammenhang bis dato ungeklärt. 1963 wurden 94 Personen u. a. wegen Mordes (an dem Straßenwärter Giovanni Postal) und Anschlags auf die Verfassung angeklagt. Einer Verurteilung zu lebenslanger Haftstrafe wurde nach Abmilderung der Anklage vonseiten der Gerichtsbarkeit bewusst ausgewichen. Führende BAS-Aktivisten mussten jedoch mehrjährige Haftstrafen verbüßen, aus denen sie z. T. wegen guter Führung vorzeitig entlassen wurden. Einige Verurteilte entzogen sich durch Exil in Österreich bis dato einer Gefängnishaft. Die Führungspersönlichkeit des BAS, Sepp Kerschbaumer, starb 1964 im Alter von 51 Jahren im Gefängnis von Verona.

## Rezeption

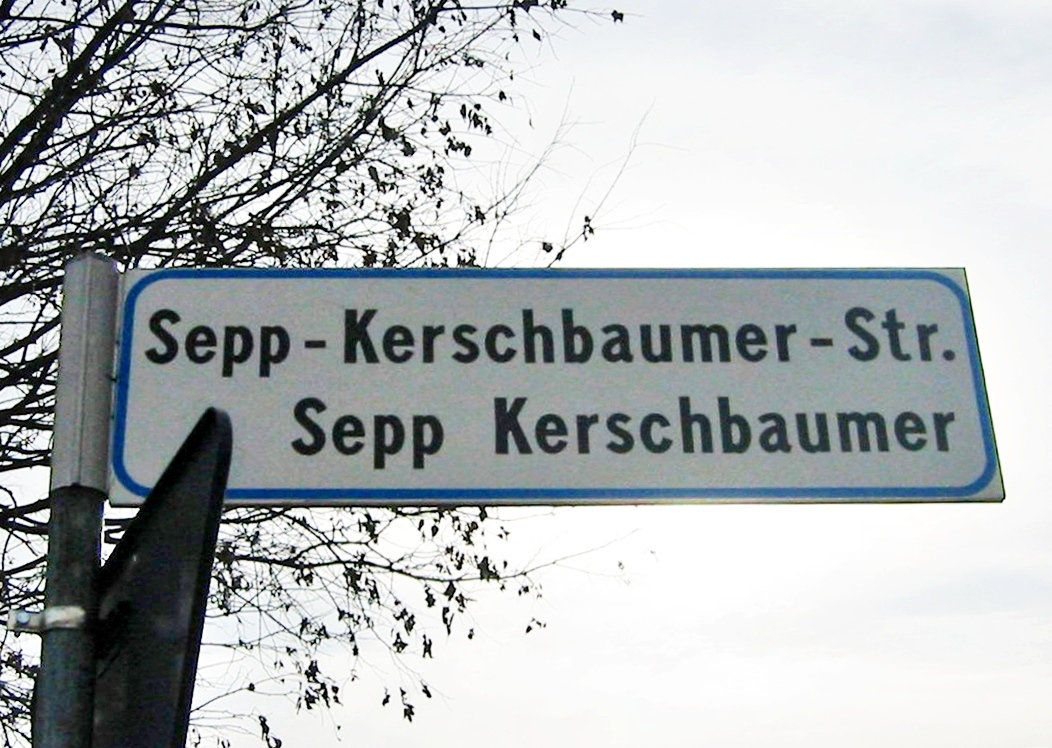
Straßenname in Eppan an der Weinstraße

Die Meinung der Südtiroler Bevölkerung zu den Geschehnissen war von Anfang an gespalten. Die Gruppe des BAS verfügte de facto über keinen breiten Rückhalt unter der Mehrheit der Südtiroler Bevölkerung; gleichwohl verschaffte den Aktivisten der Feuernacht ihre offenkundige Opferbereitschaft – vor allem nach Bekanntwerden von Folterungen in den staatlichen Gefängnissen – unter der Lokalbevölkerung ein relatives Maß an Sympathie.
Unter Historikern ist vor allem der politische Wert der Feuernacht umstritten. Hierbei geht es um die Frage, ob die herbeigeführte Verschärfung des politischen Klimas positiv oder negativ auf die Verwirklichung der Autonomie Südtirols (die erklärtermaßen nicht das Ziel der BAS-Aktivisten gewesen war) eingewirkt hat.
Im medialen Diskurs Südtirols sind die Ereignisse der Feuernacht seit den 1980er-Jahren präsent und werden im Vergleich zu sozialgeschichtlichen Aspekten der Regionalgeschichte oder der Geschichte der italienischen Gemeinschaft Südtirols verhältnismäßig prominent, wenn auch kontrovers diskutiert (siehe Literaturliste). Die Erinnerung an die Ereignisse wird dabei vor allem von kulturellen Vereinigungen wie dem Südtiroler Heimatbund und dem Südtiroler Schützenbund, aber auch von parteipolitischen Gruppen wie der Union für Südtirol und der Süd-Tiroler Freiheit immer wieder angestoßen.

### Fachliteratur
- Elisabeth Baumgartner (Hrsg.): Feuernacht. Südtirols Bombenjahre: ein zeitgeschichtliches Lesebuch. Edition Raetia, Bozen 1992, ISBN 88-7283-010-9.
- Monika Erckert: Warum kam es zum Terrorismus in Südtirol? Diplomarbeit. Universität Wien 2000.
- Manuel Fasser: Ein Tirol – zwei Welten. Das politische Erbe der Südtiroler Feuernacht von 1961. Studienverlag, Innsbruck-Wien-Bozen 2009, ISBN 978-3-7065-4783-3.
- Herlinde Molling: So planten wir die Feuernacht. Protokolle, Skizzen und Strategiepapiere aus dem BAS-Archiv. Edition Raetia, Bozen 2011, ISBN 978-88-7283-406-0.
- Birgit Mosser-Schuöcker, Gerhard Jelinek: Herz Jesu Feuer Nacht. Südtirol 1961. Die Anschläge. Die Folterungen. Die Prozesse. Die Rolle Österreichs. Tyrolia Verlag, Innsbruck 2011, ISBN 978-3-7022-3132-3.
- Günther Pallaver: Die Befriedung des Südtirol-Terrorismus. In: ders. (Hrsg.): Politika 11. Jahrbuch für Politik / Annuario di politica / Anuer de pulitica. Edition Raetia, Bozen 2011, ISBN 978-88-7283-388-9, S. 427–455.
- Hans Karl Peterlini: Feuernacht. Südtirols Bombenjahre. Hintergründe, Schicksale, Bewertungen, Edition Raetia (2011; 3. Auflage 2021), ISBN 978-88-7283-390-2
- Hans Karl Peterlini: Das Unbehagen in der Geschichte. 50 Jahre Feuernacht – eine Auseinandersetzung. In: Günther Pallaver (Hrsg.): Politika 11. Jahrbuch für Politik / Annuario di politica / Anuer de pulitica. Edition Raetia, Bozen 2011, ISBN 978-88-7283-388-9, S. 397–426. – Volltext (PDF; 0,3 MB).
- Hans Karl Peterlini: Methode und Urteil. Die Feuernacht in den Deutungen der Geschichtswissenschaft. In: Geschichte und Region/Storia e regione 1 (2011), Faschismus an den Grenzen – Il fascismo di confine, hg. von Mezzalira, Giorgio/Obermair, Hannes im Auftrag der Arbeitsgruppe „Geschichte und Region/Storia e regione“ und des Südtiroler Landesarchivs. Innsbruck-Wien-Bozen: Studienverlag, S. 135–154. – Volltext (PDF; 0,35 MB).
- Hans Karl Peterlini: Südtiroler Bombenjahre. Von Blut und Tränen zum Happy End? Edition Raetia, Bozen 2005, ISBN 88-7283-241-1.
- Hubert Speckner, Bruno Hosp (Vorwort): Von der „Feuernacht“ zur „Porzescharte“ … Das „Südtirol-Problem“ der 1960er Jahre in den österreichischen sicherheitsdienstlichen Akten. Gra&Wis Verlag, Wien 2016, ISBN 978-3-902455-23-9. – Inhaltsverzeichnis.
- Rolf Steininger: Südtirol. Vom Ersten Weltkrieg bis zur Gegenwart. Studienverlag, Innsbruck 2003, ISBN 3-7065-1348-X.
- Rolf Steininger: Südtirol zwischen Diplomatie und Terror. Drei Bände. Athesia, Bozen 1999, ISBN 88-7014-997-8.
- Leopold Steurer: Südtiroler Publikationen zu den Bombenjahren zwischen kritischer Analyse, Apologie und Verharmlosung. In: Günther Pallaver (Hrsg.): Politika 11. Jahrbuch für Politik / Annuario di politica / Anuer de pulitica. Edition Raetia, Bozen 2011, ISBN 978-88-7283-388-9, S. 367–396.
- Leopold Steurer: Propaganda im „Befreiungskampf“. In: Hannes Obermair et al. (Hrsg.): Regionale Zivilgesellschaft in Bewegung – Cittadini innanzi tutto. Festschrift für / Scritti in onore di Hans Heiss. Folio Verlag, Wien-Bozen 2012. ISBN 978-3-85256-618-4, S. 387ff.

### Literarische Bearbeitungen
- Felix Mitterer: Verkaufte Heimat. Bombenjahre: 1959 bis 1969. Haymon Verlag, Innsbruck 1994, ISBN 3-85218-163-1.